# Pedicia obtusa
Pedicia (Pedicia) obtusa là một loài ruồi trong họ Pediciidae. Chúng phân bố ở vùng sinh thái Nearctic.